# Pôle démocratique alternatif
Le Pôle démocratique alternatif (Polo Democrático Alternativo) est issu d'une fusion entre le Polo Democrático Independiente (Pôle démocratique indépendant) et l'Alternative démocratique. Ce parti colombien est membre observateur de l'Internationale socialiste et membre de la COPPPAL. Il est dirigé par Álvaro José Argote Muñoz.
Le Pôle démocratique indépendant est lui-même issu de la fusion le 17 juillet 2003 de plusieurs partis qui avaient déjà formé une coalition électorale lors des législatives de 2002.
Le Pôle démocratique alternatif compte 550 000 membres. À l'élection présidentielle de mai 2006 son candidat a obtenu 22 % des voix (2e score), mais le PDA obtient moins de 10 % des voix aux élections du Sénat (5e avec 10 sièges sur 102) et de la Chambre des représentants (7e avec 7 sièges sur 166).
Depuis l'éclosion du scandale de la parapolitique qui touche des politiciens proches du président Álvaro Uribe, dont son cousin germain et cofondateur du Parti de la Colombie démocratique, trois militants du PDA ont été assassinés[réf. nécessaire]. Le président Alvaro Uribe a qualifié les dirigeants du parti de « terroristes habillés en civil », ce qui a parfois été interprété comme un appel au crime en direction des paramilitaires.
L'aile gauche du PDA, emmenée par Antonio Navarro Wolf, quitte le parti en 2014 pour fonder le mouvement Progresistas.

## Résultats électoraux

### Élections présidentielles
| Année | Candidat                 | 1er tour  | 1er tour | 1er tour | 2d tour | 2d tour | 2d tour |
| Année | Candidat                 | Voix      | %        | Rang     | Voix    | %       | Rang    |
| ----- | ------------------------ | --------- | -------- | -------- | ------- | ------- | ------- |
| 2006  | Carlos Gaviria Díaz (en) | 2 609 412 | 22,04    | 2e       |         |         |         |
| 2010  | Gustavo Petro            | 1 331 267 | 9,14     | 4e       |         |         |         |
| 2014  | Clara López              | 1 958 414 | 15,23    | 4e       |         |         |         |
| 2018  | Sergio Fajardo           | 4 589 696 | 23,73    | 3e       |         |         |         |

### Élections législatives
| Année | Sénat   | Sénat | Sénat    | Chambre des représentants | Chambre des représentants | Chambre des représentants |
| Année | Voix    | %     | Sièges   | Voix                      | %                         | Sièges                    |
| ----- | ------- | ----- | -------- | ------------------------- | ------------------------- | ------------------------- |
| 2006  | 563 060 | 9,71  | 10 / 102 | 708 664                   | 8,17                      | 7 / 166                   |
| 2010  | 824 948 | 7,82  | 8 / 102  | 563 555                   | 5,86                      | 5 / 166                   |
| 2014  | 541 145 | 3,78  | 5 / 102  | 414 346                   | 3,80                      | 3 / 166                   |
| 2018  | 736 367 | 4,80  | 5 / 102  | 416 766                   | 3,08                      | 2 / 166                   |

## Liens
- (es) Site officiel